# 夏恩·史必
夏恩·菲臘·史必（Shay Philip Spitz，1988年1月27日—），生於香港，新美混血兒，新西蘭足球運動員，司職左後衛，擁有美國和新西蘭雙重國籍。

## 球會生涯
史必生於香港，大學畢業後加盟美國足球聯賽球會洛杉磯蔚藍，並簽約半年展開職業球員生涯。
2012年9月，他返回出生地香港，跟隨甲組聯賽冠軍球會傑志接受測試，並獲得職員及球員的一致好評，到2012年9月12日正式加盟傑志中文譯名為，"史畢斯"。
由於史必在港出生，故此可以本地球員身份參加本地賽事，惟未持有香港特區護照的他，不能以香港球員身份出戰國際賽或亞洲球會級賽事。但直到2013年2月，有報道指出史必在未有申請工作證下成功在香港足總註冊，並且在職業聯賽為傑志上陣，被質疑為非法勞工，由於牽涉到法律層面，史必在事件判決前選擇離開傑志，重返美國加盟洛杉磯蔚藍。最終香港足總未有處分史必及傑志，而入境處則有立案調查，最終得到解決。
直到2014年10月，有鑑於港超聯球會標準流浪的左後衛位置欠適合人選，故球會在顧問巴貝利建議下邀請史必加盟，其後流浪在史必報到前先向入境處申請工作證，避免歷史重演。加盟後，中文譯名改為"思希"。
他於10月31日對前球會傑志的賽事中，因從後侵犯徐德帥取得在港的首張紅牌。
2015年7月，史必轉會地區冠忠南區，中文譯名改為"史必"，並於10月10日以2–0擊敗元朗的菁英盃分組賽取得加盟後的首個入球。
2016年2月，史必因戰術需要而客串中堅位置，而首度嘗試擔任中堅的他即於2016年2月21日對東方的菁英盃分組賽頭槌破網，再度取得入球。
2017年12月3日，史必在對前球會傑志的菁英盃分組賽職業生涯首度擔任隊長，更以一記助攻協助南區打開紀錄，可惜最後被傑志逼和1–1。
2020年6月，史必返回澳洲發展。

## 國際賽生涯
2012年9月，史必獲美國沙灘足球隊徵召入選12名球員名單，出戰2013年薩爾瓦多世界盃，惟結果美國隊以1勝2負的績於分組賽出局。

## 家庭生活
史必的父親是紐西蘭人，母親則是美國人，其父母目前在澳洲居住。
史必現時擁有美國和紐西蘭雙重國籍。
香港是史必父母結織和結婚之地，一家四口其後到新加坡生活，僅一年後又到葡萄牙五年，再到澳洲悉尼居住共十年，接着史必到美國升讀加州州立大學富勒頓分校，畢業後在美國和澳洲兩邊走。
史必跟其同月同日生，年紀少2歲的欖球員弟弟施比斯都是在港出生，由於國際欖球理事會當下條例容許在球員可以代表出生地打國際賽，所以施比斯來港後很快成為香港欖球代表隊成員。

## 榮譽
港聯
- 香港賀歲盃冠軍（2016、2018年）

冠忠南區
- 香港季後附加賽亞軍（2016、2017年）
- 香港高級組銀牌亞軍（2015–16季度）

## 外部連結
- 香港足球總會網頁球員註冊資料 （页面存档备份，存于）